# 寒熱
寒熱（かんねつ）、陰陽（いんよう）とは、八綱弁証において疾病の性質（病情）を区別するもので、体内の陰陽気が偏盛・偏衰するなど、生命反応の強弱を表す。

## 熱証
熱（陽）とは、生命反応が比較的亢進した状態で、体内の陽気の偏盛、陰気の偏衰によって起こる。熱邪を感受したり、陽盛、陰虚のために身体の機能活動が亢進して現れる。温熱の邪を感受するか、あるいは臓腑の陽気亢盛によって、生じる人体の機能亢進を現す証候。自覚的に熱感があるもの、他覚的に熱い感じのもの。主な症状として顔が赤くほてる、冷やすものを好む、発熱、煩燥、口渇、冷たい飲み物を好む、小便は赤濁し透明で量が少ない、肌・目が赤い、大便秘結、舌質が紅、舌苔が黄、脈は数がある。
温めると症状が増悪し、冷やすと症状が緩解する。治療的には「冷やす」薬を使用する（黄連・柴胡・麻黄など）。

## 寒証
寒（陰）とは、生命反応が比較的沈衰した状態で、体内の陰気の偏盛、陽気の偏衰によって起こる。寒邪を受けたり、陰盛、陽虚により現れる。寒邪を感受するか、あるいは久病などで臓腑の陽気が不足し生じる人体の機能低下を促す証候。多くは外感病初期の証候。自覚的に冷える感じ、他覚的に冷たく感じるもの。主な症状として悪寒、手足の冷え、顔面蒼白、肌が白い、小便が透明で量が多い、舌質が淡、舌苔が白で湿潤、脈は遅緊がある。
冷やすと症状が増悪し、温めると症状が緩解する。治療的には「温める」薬を使用する（附子・人参・生姜など）。